# Constantino Carvallo Rey
Constantino Raúl Carvallo Rey (Lima, 1 de febrero de 1953 - ib., 18 de agosto de 2008) fue un profesor, educador, pedagogo, escritor y filósofo peruano, fundador del colegio Los Reyes Rojos.

## Biografía
Constantino Carvallo nació en Lima en 1953. Era miembro de una acomodada familia limeña integrada por destacados médicos, su abuelo Constantino Carvallo Loli, fue un afamado ginecólogo peruano. Su paso por un colegio religioso limeño lo marcó profundamente, impregnada de autoritarismo y abuso adolescente, estaba regentado por la "estrechez de curas franquistas". Al acabar la escuela, estudió Filosofía en la Pontificia Universidad Católica del Perú y publicó columnas como crítico de cine en las revistas Oiga! y Hablemos de cine y en el diario El Sol.
En 1978, junto a un grupo de intelectuales que buscaban una alternativa a la educación tradicional que se brindaba en el Perú, fundó el colegio Los Reyes Rojos en Barranco, nombre inspirado en un poema de José María Eguren. En dicha escuela puso en práctica una experiencia pedagógica inédita que buscó formar un nuevo ciudadano, esencialmente solidario y libre. Para diseñar este nuevo sistema educativo, se inspiró en el internado del pedagogo escocés Alexander Sutherland Neill en Summerhill, Inglaterra. Pero también convergieron las ideas de un buen número de teóricos, partidarios de una educación abierta, preocupados por curar el alma infantil y no por una despótica disciplina, como Bruno Bettelheim, Émile Durkheim, John Holt, Donald Woods Winnicott, Jean Piaget, John Dewey y otros.
Fue miembro del Consejo Nacional de Educación del Perú, desde donde impulsó políticas inclusivas para la educación pública y aportó en el diseño del Proyecto Educativo Nacional (PEN). Tuvo una generosa participación en la dirección de las divisiones menores del Club Alianza Lima, institución de la que fue dirigente por más de 10 años. Gracias a esta colaboración con el club aliancista, jugadores como Jefferson Farfán, Paolo Guerrero, Alexander Sánchez y Jahirsino Baylón estudiaron en su institución educativa.
También fundó el colegio Héroes del Pacífico en el distrito de Chorrillos.
El 2008 el Ministerio de Educación le otorgó las Palmas Magisteriales en el Grado de Amauta en forma póstuma por su trabajo docente y su importante reflexión pedagógica.

## Filosofía y pedagogía
Crítico de los sistemas educativos convencionales en del país, Constantino Carvallo tenía sus propias e innovadoras ideas sobre lo que debería ser la calidad en la enseñanza. De acuerdo a Carvallo, «cada día tiene su afán y eso es todavía más cierto en el quehacer docente. Por ello resulta tan fácil caer en la fatiga y, a veces, en el desaliento. No hay método, no hay sistema, el buen maestro no tiene doctrina. Su difícil trabajo es, como el psicoanálisis de Lacan: Una aventura singular permanente».
Para Carvallo, la escuela debía ser «un espacio de socialización en el que se forja el carácter del individuo y del ciudadano. La autonomía moral y la búsqueda crítica del saber son los fines fundamentales que dirigen su actuar». De acuerdo con León Trahtemberg: «fue un firme creyente de la inclusión y la diversidad. Él pensaba que la escuela no debía ser un lugar rígido, sino un espacio amigable donde se permitiera el desarrollo pleno del niño».

## Publicaciones
- 1985. Educarnos hoy
- 1997. Los ojos de los cuervos
- 2005. Diario educar: Tribulaciones de un maestro desarmado
- 2011. Donde habita la moral
- 2013. Séptima luna. Encantamientos de cine y literatura (Lima: Penguin Random House)